# A Bad Moms Christmas
A Bad Moms Christmas és una pel·lícula estatunidenca de comèdia nadalenca dirigida i escrita per Jon Lucas i Scott Moore, i és una seqüela de la pel·lícula Bad Moms (2016). És protagonitzada per Mila Kunis, Kristen Bell i Kathryn Hahn que tornen a interpretar els seus papers de la primera pel·lícula, amb Christine Baranski, Cheryl Hines i Susan Sarandon unint-se a l'elenc. La trama segueix a Amy, Carla i Kiki, ja que han de tractar amb les seves pròpies mares que les visiten durant les vacances. La pel·lícula es va estrenar als cinemes l'1 de novembre de 2017. Va rebre crítiques mixtes, amb crítiques dirigides a la trama i els seus acudits obscens, i va recaptar $130 milions arreu del món.

## Argument
Amy (Mila Kunis) està ara en una relació feliç amb Jessie (Jay Hernández) i espera tenir un Nadal senzill. Els seus plans es descarrilen quan la seva mare massa crítica, Ruth (Christine Baranski), li envia un missatge de text per a dir-li que vindrà per Nadal.
Mentrestant, Kiki (Kristen Bell) encara treballa massa amb els seus quatre fills, però ara el seu espòs Kent és molt més implicat. Kiki se sorprèn quan la seva mare Sandy (Cheryl Hines) apareix tres dies abans de l'esperat i planeja passar les pròximes tres setmanes amb Kiki. L'amor de Sandy per Kiki és aclaparador i asfíxia a Kiki.
Quan Carla (Kathryn Hahn) arriba a casa, la seva mare, Isis (Susan Sarandon), ha arribat i li diu que té la intenció de passar temps amb ella per primera vegada en anys. Sorpresa per aquest gir dels esdeveniments, Carla està emocionada de passar temps amb ella. Finalment, Amy, Kiki i Carla van al centre comercial on expressen la seva tristesa per les vacances. Però mentre es compadeixen de les pressions de les vacances, fan un pacte per a "recuperar el Nadal". Ruth intenta crear un espectacle amb el Nadal, en lloc de fer-lo simple com volia Amy. En un esforç per aixafar aquests plans, Amy porta a la família a Sky Zone per a reunir-se amb Kiki, Carla i les seves famílies. Ruth, Sandy i Isis es coneixen i conversen mentre les seves filles es diverteixen amb els seus fills.
Al treball, Carla coneix a un ballarí eròtic anomenat Ty (Justin Hartley), qui diu que està competint en una competència de Sexy Santa i li demana a Carla que sigui la seva cita, la qual cosa ella accepta amb entusiasme. Kiki continua tenint problemes amb les formes autoritàries de la seva mare i decideix portar a Sandy al Dr. Karl (Wanda Sykes) per a discutir aquests temes. Això condueix a una interrupció en la comunicació que porta a Kiki a renyar a Sandy i fer que abandoni la sessió.
Amy i Kiki s'uneixen a Carla mentre assisteixen a l'espectacle Sexy Santa. Totes les dames de la sala estan impressionades amb el ball de Ty. Per a sorpresa de tots, Isis es puja a la barra i comença a ballar amb Ty. Carla corre per a recuperar a Ty, la qual cosa porta a una baralla. Quan Carla porta Isis a casa, Isis li diu que necessita diners per a una nova inversió, però Carla sap que ho apostarà tot i després desapareixerà de la vida de Carla com ha estat durant anys. No obstant això, Carla cedeix i li presta els diners a Isis.
En la vespra de Nadal, Sandy li diu a Kiki que va fer una oferta en efectiu per la casa del costat per a poder viure al costat de Kiki. Finalment, Kiki arremet i li diu a Sandy que no pot viure al costat i que vol una mica d'espai. Sandy surt de l'habitació plorant.
Amy s'enutja amb Ruth quan descobreix que Ruth ha convidat estranys a la seva casa per a organitzar una elaborada festa de Nadal, exactament el que Amy no volia. Amy perd els estreps i exigeix que Ruth surti de la seva vida per sempre. Els seus fills, Jane i Dylan, són testimonis d'aquest arravatament i s'enutgen amb Amy. Mentrestant, Carla troba una nota d'Isis que indica que acaba de marxar amb els diners que li va prestar.
Ruth va a l'església per a la missa de mitjanit i se li uneixen Sandy i Isis. Totes les dones es critiquen mútuament pels seus esforços com a mares, i cadascuna d'elles s'adona dels seus defectes. El pare d'Amy, Hank, parlarà amb ella sobre Ruth i l'horrible baralla que van tenir, però reconeix que si bé pot ser difícil tractar amb Ruth, Ruth sempre ha estat increïblement insegura, sempre preocupada de si estava fent una bona feina o no com a mare, però sempre va tenir les intencions correctes i va estimar a Amy incondicionalment. Amy va a l'església on està Ruth per a intentar reparar la seva relació amb la seva mare. Ambdues es disculpen l'u a l'altre, i ambdues confessen quant s'estimen genuïnament. Ruth li diu a Amy que és una mare meravellosa. Els dos s'abracen amb força. Quan el rellotge marca la mitjanit, Amy s'adona que necessita que la seva mare l'ajudi a arreglar el Nadal. Els dos corren a casa per a començar a decorar la casa correctament.
El matí de Nadal, Jane i Dylan baixen les escales per a veure que Ruth ha tornat, que la relació s'ha reparat i que la casa es veu meravellosa amb decoracions i regals. Kiki es reconcilia amb Sandy, qui li diu que va posar la casa veïna a la venda i admet que sempre es va sentir sola per Nadal des que va morir el pare de Kiki. Després, Carla rep la visita d'Isis, qui es pren de debò canviar la seva vida i té un nou treball en Sky Zone.
Totes les famílies es reuneixen i Ruth, Sandy i Isis anuncien que s'han fet amigues i ara planegen fer un viatge a Las Vegas.

## Repartiment
| Actor              | Personatge      |
| ------------------ | --------------- |
| Mila Kunis         | Amy Mitchell    |
| Kristen Bell       | Kiki            |
| Kathryn Hahn       | Carla Dunkler   |
| Christine Baranski | mare de Amy     |
| Cheryl Hines       | mare de Kiki    |
| Susan Sarandon     | mare de Carla   |
| Jay Hernandez      | Jessie Harkness |
| Justin Hartley     | Ty Swindle      |
| Peter Gallagher    | pare de Amy     |
| Oona Laurence      | Jane Mitchell   |
| Emjay Anthony      | Dylan Mitchell  |
| David Walton       | Mike Mitchell   |
| Wanda Sykes        | Dra. Karl       |
| Ariana Greenblatt  | Lori Harkness   |

## Producció
El 23 de desembre de 2016, es va anunciar que A Bad Moms Christmas seria llançat el 3 de novembre de 2017 i que tindria un tema festiu, amb Bell, Hahn i Kunis tornant per a reprendre els seus papers. L'abril de 2017, Justin Hartley es va unir a l'elenc de la pel·lícula. El maig de 2017, Susan Sarandon, Christine Baranski i Cheryl Hines es van unir al repartiment de la pel·lícula, juntament amb David Walton, Wanda Sykes i Jay Hernandez, que tornaran a interpretar els seus papers de la primera pel·lícula.
La fotografia principal de la pel·lícula va començar l'1 de maig de 2017, a Atlanta, Geòrgia.

## Estrena
A Bad Moms Christmas es va estrenar el dimecres 1 de novembre de 2017. Originalment estava previst per al 3 de novembre de 2017, però es va avançar dos dies per evitar la competència directa amb Thor: Ragnarok.
A Austràlia, la pel·lícula es va estrenar sota el títol Bad Moms 2.

### Mitjans domèstics
La pel·lícula va ser estrenada per Universal Pictures Home Entertainment en DVD i Blu-ray el 6 de febrer de 2018 als Estats Units i Canadà.

## Recepció

### Taquilla
A Bad Moms Christmas va recaptar 72,1 milions de dòlars als Estats Units i Canadà, i 58,5 milions a altres territoris, per un total mundial de 130,6 milions de dòlars, enfront d'un pressupost de producció de 28 milions de dòlars.
A Amèrica del Nord, es preveia que la pel·lícula obtingués uns 25 milions de dòlars en 3.615 sales en els seus primers cinc dies (inclosos 17 milions de dòlars durant el cap de setmana). Va guanyar 2,7 milions de dòlars el seu primer dia, i 17 milions de dòlars durant el cap de setmana, per un total de cinc dies de 21,6 $ milions, acabant segon a la taquilla darrere de Thor: Ragnarok'.

### Resposta crítica
A l'agregador de ressenyes Rotten Tomatoes, la pel·lícula té una puntuació d'aprovació del 32 % basada en 129 ressenyes amb una valoració mitjana de 4.6/10. El consens crític del lloc web diu: "Amb dues vegades les mares però aproximadament la meitat de les rialles, A Bad Moms Christmas és una seqüela de vacances escandalosa que no arriba a l'original amb una manca decebedora de bon humor." A Metacritic, que assigna una puntuació normalitzada a les crítiques, la pel·lícula té una puntuació mitjana ponderada de 42 de 100, basat en 30 crítics, que indica "crítiques mixtes o mitjanes". El públic enquestat per CinemaScore va donar a la pel·lícula una nota mitjana de "B" en una escala de A+ a F, per sota de la "A" obtinguda per la primera pel·lícula, mentre que PostTrak va informar que els espectadors li van donar una puntuació global positiva del 68% "molt baixa".
Owen Gleiberman de Variety va donar a la pel·lícula una crítica variada, i va escriure: "A Bad Moms Christmas hauria d'atraure el mateix, m'atreveixo a dir-ho? —demo que va fer Bad Moms, tot i que no és una comèdia tan salvatge. Té una idea mig original, que és que quan ets mare tu mateixa, la capacitat de la teva pròpia mare per tornar-te boig és augmentat a la tercera potència, perquè estàs competint en nivells que són gairebé primaris." Pete Hammond de Deadline Hollywood va donar a la pel·lícula una crítica positiva, anomenant-la una "pel·lícula de bon rotllo" i va escriure: "... va molt per sobre, però he de confessar que vaig riure —molt— i, òbviament, aquest és el punt encara que això no sigui matèria de crític o no estigui pensat per ser-ho. això no ho és, però A Bad Moms Christmas és el tònic perfecte per aixecar-te l'ànim i oblidar els teus problemes en aquests temps foscos."

## Seqüela
A l'abril de 2019 durant la CinemaCon, es va anunciar que una seqüela titulada Bad Moms' Moms està en desenvolupament. Sarandon, Baranski i Hines repetiran els seus papers.